# Georg Raloff
Georg Helmuth Christian Raloff (* 9. April 1902 in Altona; † 1. Oktober 1965 in Hamburg) war ein deutscher Kaufmann und Abgeordneter der Hamburgischen Bürgerschaft für die SPD.

## Leben
Georg Raloff wuchs als Sohn eines Arbeiters in einer sozialdemokratisch geprägten Familie in Hamburg-Eimsbüttel auf. Er machte von Kindheit an bei der sozialistischen Arbeiterjugend mit. Von 1919 bis 1933 war er in verschiedenen Funktionen in der SPD tätig – wie seine Eltern und seine fünf Brüder Karl, Heinrich, Friedrich, Max und Gottlieb. Georg gehörte dem Reichsbanner an und dem Arbeitersportverein Fichte in Eimsbüttel.
1917 begann Georg als Bote bei einer Getreidehandelsfirma. 1929 stieg er dort zum Handlungsbevollmächtigten auf, später zum Prokuristen und Teilhaber. Schließlich wechselte er als kaufmännischer Angestellter zum Hamburger Echo.

## Politische Schwierigkeiten

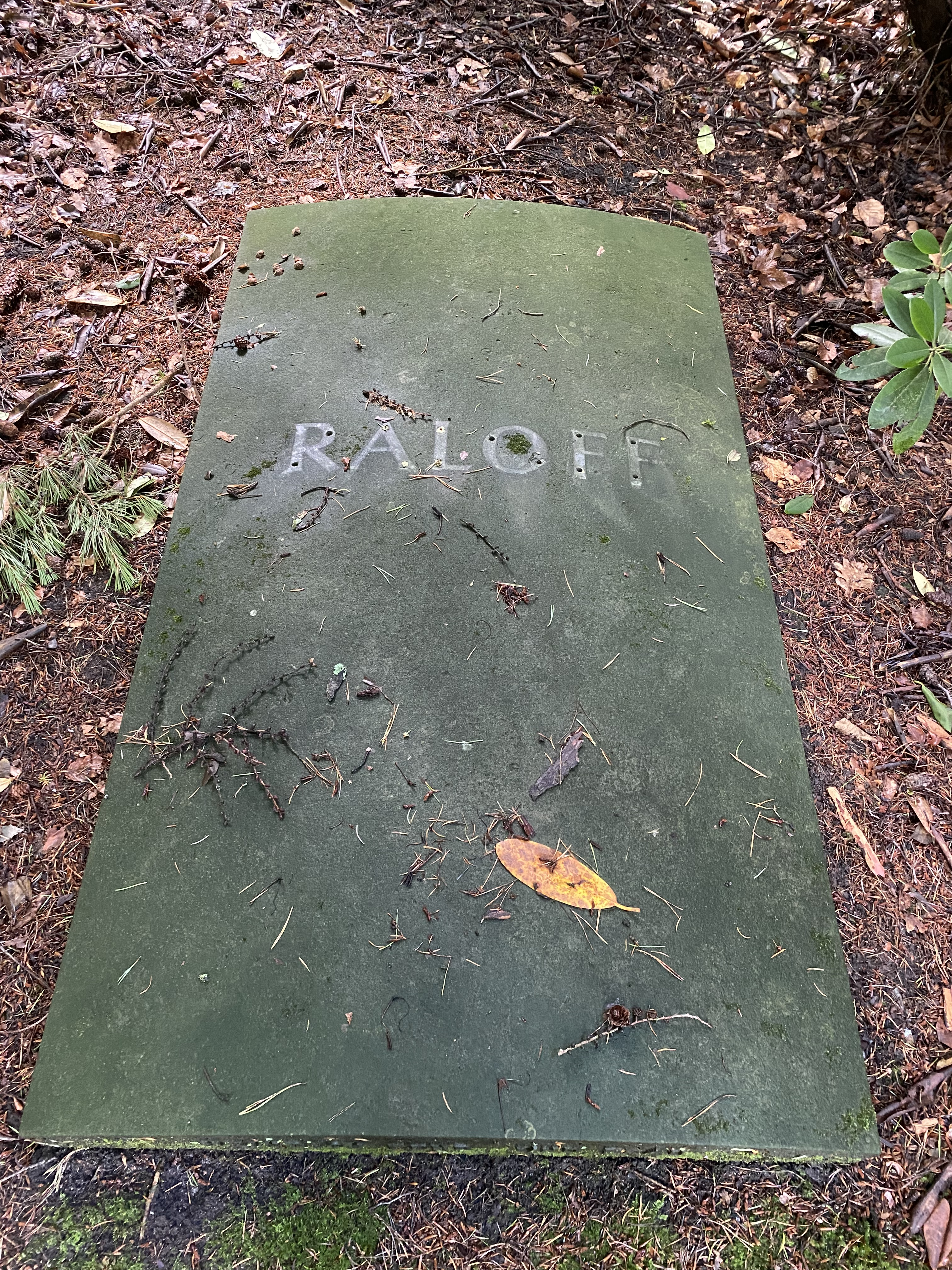
Grabstätte auf dem Friedhof Ohlsdorf

Mit der Machtergreifung der Nationalsozialisten verloren alle Geschwister ihre berufliche Existenz. Bruder Karl, Abgeordneter des Reichstags, Arbeiterrat und Leiter des Reichsbanners in Hannover, tauchte nach Warnungen vor der Gestapo zunächst in Deutschland unter, später gelang ihm die Flucht nach Dänemark und Schweden.
Jurist Friedrich meldete sich freiwillig zur Wehrmacht, um seiner Versetzung als Richter an das Sondergericht nach Kiel zu entgehen. Er kam ums Leben.
Georg Raloff wurde am 16. Juni 1933 in den Räumen des Hamburger Echo verhaftet, gemeinsam mit dem dort tagenden Hamburger SPD-Vorstand. Bei den Vernehmungen im Stadthaus, einem Polizeigebäude an der Stadthausbrücke, wurden ihm sechs Zähne ausgeschlagen. Nachdem sich der Vorwurf des Landes- und Hochverrats gegen ihn nicht bekräftigen ließ, wurde er am 30. Juli 1933 aus der sogenannten Schutzhaft entlassen. Es folgten weitere Hausdurchsuchungen, die Beschlagnahme seiner Bibliothek mit über 400 wissenschaftlichen Werken. Eine Zeitlang stand er unter Polizeiaufsicht.

## Nach 1945
Nach Kriegsende wurde Karl Raloff Attaché an der Deutschen Botschaft in Kopenhagen. Heinrich ließ sich als Rechtsanwalt nieder, Max wurde Vorsitzender der Bezirksversammlung Hamburg-Nord und Vorstandsmitglied des Deutschen Ringes und Gottlieb arbeitete als Senatsdirektor in der Hamburger Jugendbehörde.
Georg Raloff wurde 1945 in die Leitung der Außenhandelsorganisation für Saatgut berufen. Von 1946 bis zu seinem Tod 1965 gehörte er als Abgeordneter der Hamburgischen Bürgerschaft an. In Steilshoop wurde der Georg-Raloff-Ring nach ihm benannt. Beigesetzt wurde er auf dem Friedhof Ohlsdorf (Planquadrat AB 15, unmittelbar am Nordteich).

## Werke
- Ein bewegtes Leben – vom Kaiserreich zur Bundesrepublik. Autobiografie, Herausgegeben von der Niedersächsischen Landeszentrale für politische Bildung 1995, ISBN 3-00-000055-0